# Précarité alimentaire

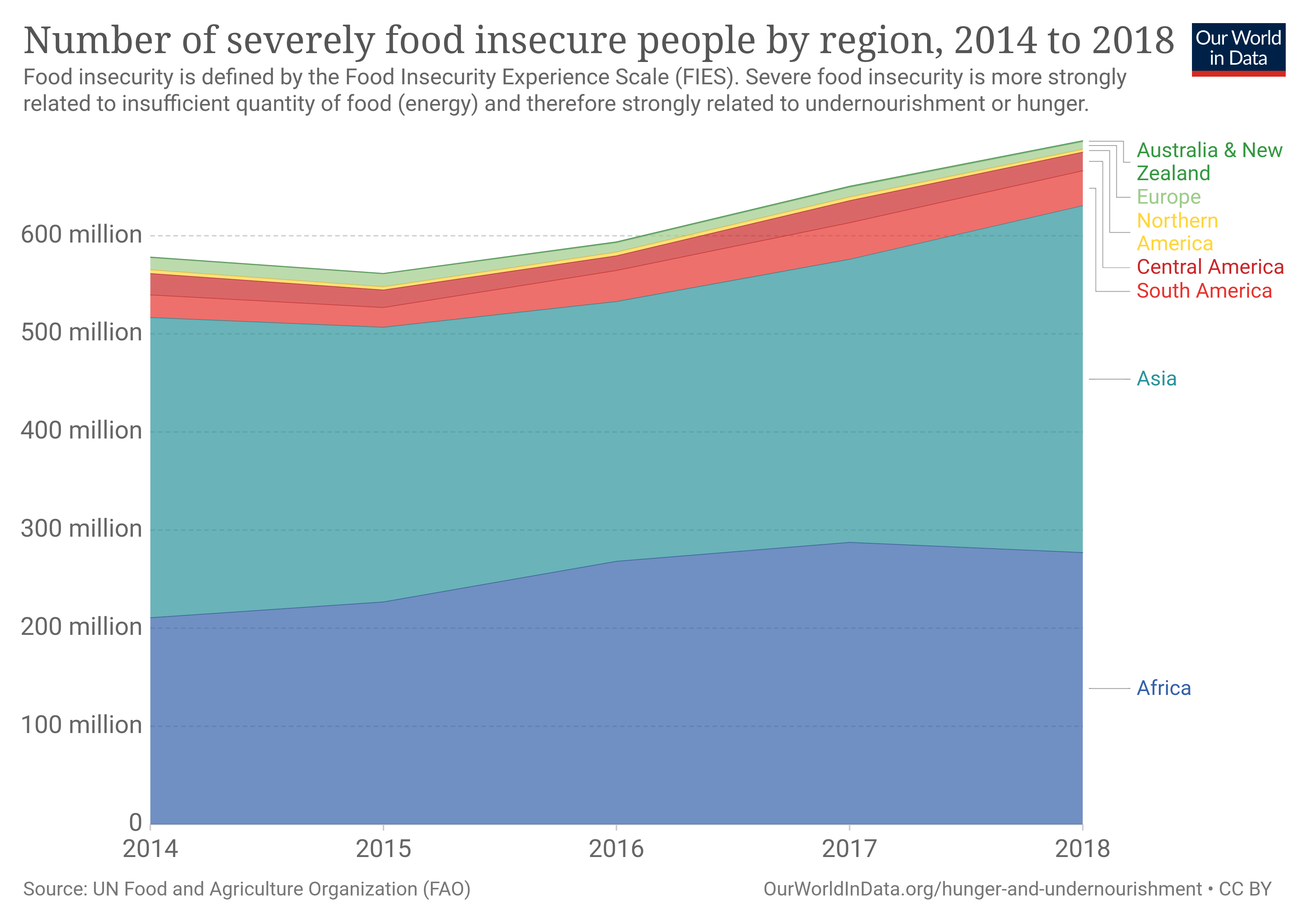
Depuis 2014, année où la FAO a commencé à recueillir les données FIES, l'agence onusienne évalue le nombre de personnes en état d'insécurité alimentaire grave : 928 millions de personnes (soit 11,9 % de la population mondiale) sont confrontées à cette insécurité en 2021. Près d'un tiers de la population mondiale se trouve en insécurité alimentaire grave ou modérée.

La précarité alimentaire, appelée aussi insécurité alimentaire, correspond au niveau le plus fragile de sécurité alimentaire. Elle s'exprime à travers un « accès restreint, inadéquat ou incertain à des produits sains et nutritifs, et dont la faim est la conséquence ultime, mais non systématique ».
La FAO intègre dans ses statistiques l'état d'insécurité alimentaire grave (souffrance de la faim) et l'état d'insécurité alimentaire modérée (accès non régulier à des aliments nutritifs et suffisants, ce qui augmente le risque de malnutrition).

## Définition
On considère une personne en état de précarité alimentaire lorsqu'elle ne parvient pas à se nourrir convenablement (qualité et quantité) pour raison financière,.
Un individu en état de précarité alimentaire a des difficultés à manger sainement et à avoir des repas variés. Cela implique par exemple :
- ne pas être capable de manger des fruits et légumes tous les jours
- de la viande ou du poisson une fois par semaine
- ne pas avoir accès à trois repas par jour.

## Conséquences
La précarité alimentaire s'accompagne généralement de malnutrition et de carences nutritionnelles. En conséquence, elle peut avoir de lourdes conséquences sur la santé et engendrer des retards de croissance, un affaiblissement du système immunitaire ou des problèmes d'obésité.

## Dans le monde

### En France
En 2018, un Français sur cinq est en situation de précarité alimentaire. Un sondage Ipsos-Secours populaire rapporte que 21% des français déclarent « ne pas être en mesure de s'offrir une alimentation saine leur permettant de faire trois repas par jour », 27% « ne pas avoir les moyens financiers de s'acheter quotidiennement des fruits et légumes ». 
Le sondage met aussi en évidence que les foyers modestes sont particulièrement touchés. Un français sur deux dont les revenus mensuels sont inférieurs à 1.200 euros indique « avoir des difficultés à payer la cantine de ses enfants » et 48% estiment avoir des difficultés à se procurer une alimentation variée.
En 2018, selon la Banque alimentaire, plus de 4.8 millions de personnes sont concernées par l'aide alimentaire.
En 2023, selon le baromètre Ipsos-Secours populaire, 32% des Français ont des difficultés à se procurer une alimentation saine permettant de faire trois repas par jour.

### Aux États-Unis
En 2018, un Américain sur neuf soit plus de 37 millions d'Américains, dont 11 à 12 millions d'enfants sont en situation de précarité alimentaire,. Les familles à faible revenu sont principalement touchées ou la précarité alimentaire est favorisée par de multiples problèmes comme les difficultés de logement, l'isolement social, les problèmes de santé, les coûts médicaux élevés et les bas salaires. Le faible niveau de couverture et de protection sociale aux États-Unis fait qu'un « mauvais mois » peut suffire à plonger un ménage dans la précarité alimentaire. Les licenciements faciles, les aléas de l'entretien d'une voiture ou les accidents du travail peuvent soudainement forcer une famille à devoir choisir entre acheter de la nourriture et payer ses factures.

### Au Royaume Uni
Le Royaume-Uni a l'un des plus hauts niveaux de précarité alimentaire d'Europe. 19% des moins de 15 ans vivent avec un adulte qui souffre de précarité alimentaire modérée ou sévère. Parmi eux, 50% vivent en situation de précarité alimentaire grave.
En 2014, 8 millions de Britanniques vivent dans un foyer « ayant du mal à mettre de la nourriture sur la table » dont la moitié « passent régulièrement une journée entière sans manger ».

### Afrique
En 2015, un rapport de l'Organisation des Nations unies pour l'alimentation et l'agriculture estime que la prévalence de la faim en Afrique a diminué de 31 pour cent entre la période de base (1990-1992) et 2015. Environ une personne sur quatre est en situation de précarité alimentaire en Afrique subsaharienne en 2015 contre une sur trois en 1990-1992.

### En Colombie
Le Programme alimentaire mondial estime qu'en 2022, 30 % de la population colombienne soit 15,5 millions de personnes sont en situation de précarité alimentaire. 

## Lutte contre la précarité alimentaire
La lutte contre la précarité alimentaire est menée conjointement par les états et la société civile. Elle peut prendre différente formes. L'INSEE différencie 3 types d'aide alimentaire : les colis ou paniers alimentaires, les épiceries sociales et solidaires, la distribution de repas.

### En France
En France, la lutte contre la précarité alimentaire est inscrite au code de l’action sociale et des familles comme un dispositif de lutte contre la pauvreté et les exclusions. Le gouvernement estime que la lutte contre la précarité alimentaire repose sur des centaines de milliers de bénévoles, ainsi que sur de nombreux réseaux associatifs et centres communaux et intercommunaux d’action sociale.
En 2018, le réseau des Banques Alimentaires estime prendre en charge 2 millions de personnes soit près de la moitié des français nécessitant une aide alimentaire.
Depuis 2019, un collectif d'associations porte l'idée d'une sécurité sociale de l'alimentation afin d'enrayer la précarité alimentaire, tout en assurant une vie digne aux producteurs d'alimentation et la protection de l'environnement.
Sur la période 2021-2027, le programme national de "Soutien Européen à l'Aide Alimentaire" (SEAA) vise à lutter contre la précarité alimentaire en France. Il est financé à hauteur de 647 millions d'euros dont 90% de financements européens du Fonds social européen plus (FSE+). Quatre associations bénéficiaires du projet sont habilitées à recevoir des denrées : la Croix-Rouge française, la Fédération française des Banques alimentaires, les Restaurants du cœur et le Secours populaire français. 

### Aux États-Unis
Le Supplemental Nutrition Assistance Program (« Programme d'aide supplémentaire à la nutrition ») est le programme alimentaire fédéral des États-Unis. Il fournit une assistance aux personnes et familles à faibles (ou sans) revenus vivant dans le pays. Le programme est principalement connu pour ses « Food Stamps » (bons alimentaires).
Feeding America (en), équivalent américain de la Banque alimentaire apporte une aide alimentaire à plusieurs milliers de ménages non éligibles à l’aide fédérale à la nutrition. Le réseau Feeding America est présent partout à travers les États-Unis et aide plus de 40 millions de personnes dont 12 millions d'enfants et 7 millions de personnes âgées.

### Au Royaume Uni
En mai 2013, selon un rapport publié par Oxfam et Church Action on Poverty (en), un demi-million de Britanniques dépendaient des banques alimentaires. Le Trussell Trust rapporte que leurs banques alimentaires à elles seules ont aidé à nourrir 346 992 personnes en 2012-2013,. Le nombre de banques alimentaires et d’associations luttant contre la précarité alimentaire a fortement augmenté dans le pays depuis les années 2000 avec des associations comme le Trussell Trust (en) ou FoodCycle organisant la distribution de millions de repas,. 